# Itapaci
Itapaci é um município brasileiro do estado de Goiás. Está situado na região do Vale do São Patrício, a 220 km de Goiânia. Sua população segundo estimativa do IBGE em 2018 era de 22.553 habitantes.

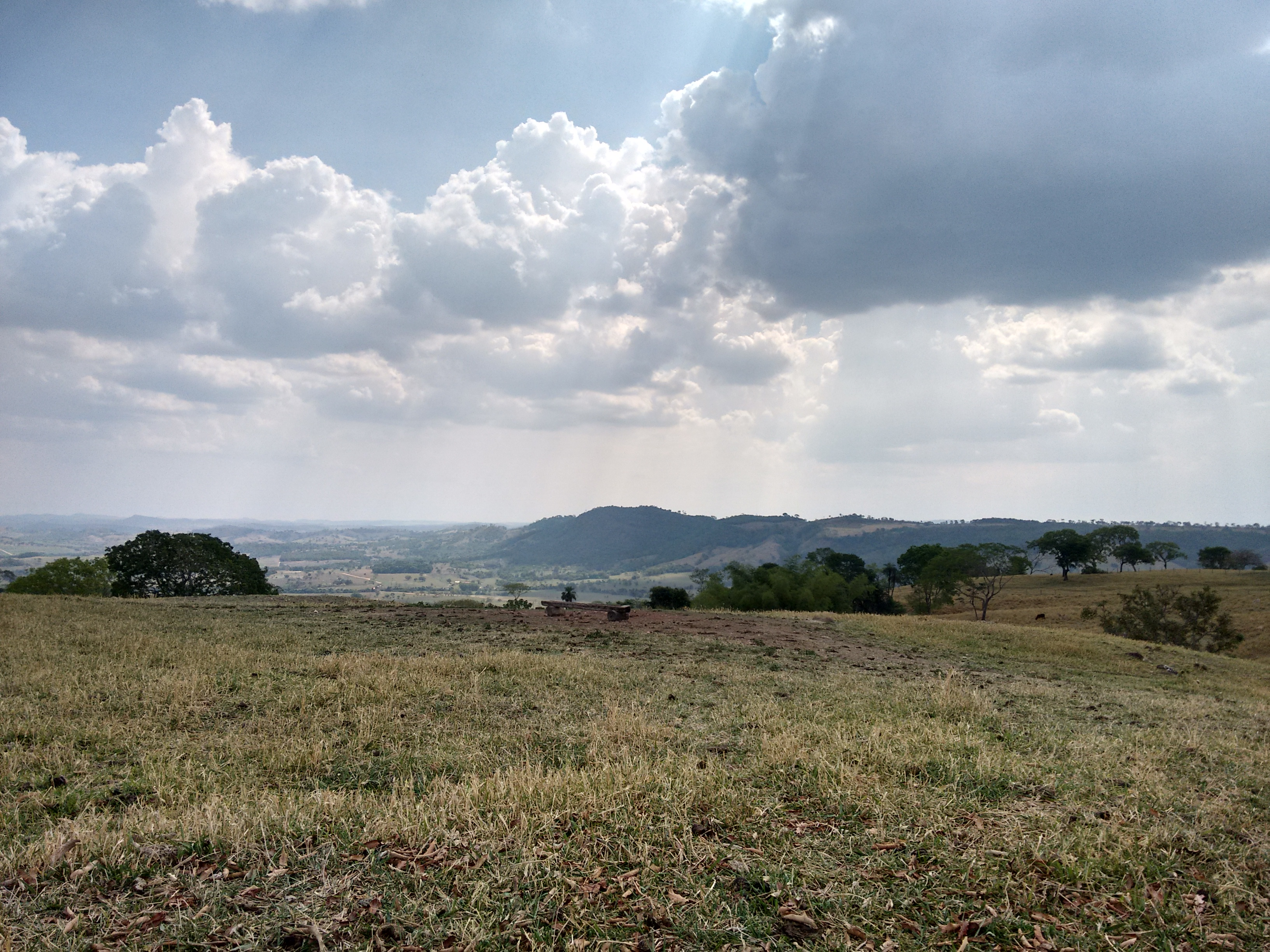

Seu ponto turístico é o Lago Azul. Mesmo com o desenvolvimento da cidade, ainda existem lavouras de tomate, cana-de açúcar e melancia tanto dentro da região quanto em seu entorno, mas seu avanço industrial promove um desenvolvimento rápido do município. Atualmente destaca-se no seu desenvolvimento o primeiro Pólo Universitário da cidade, as várias lojas e indústrias. Itapaci também é conhecido pela sua usina de cana de açúcar Vale Verde (Grupo Farias).

## História
O povoamento iniciou-se na década de 1920 nas terras das fazendas Água Fria e Barra, fazendas de gado. O terreno foi doado por um fazendeiro chamado Domiciano Rodrigues Peixoto e uma cruz foi erguida em 1935. O primeiro nome foi Água Fria, logo alterada para o nome de Floresta, e em 1938 mudado para Itapaci. Em 11 de agosto de 1945, foi elevado aos status de município.
| Prefeitos e ex-prefeitos          | Início do mandato | Fim do mandato |
| --------------------------------- | ----------------- | -------------- |
| Sebastião Peixoto da Silveira     | 1947              | 1987           |
| Manoel de Oliveira Penna          | 1951              | 1954           |
| João Alves da Silva               | 1955              | 1958           |
| Antonino de Sousa Mocó            | 1959              | 1960           |
| Benício de Souza                  | 1961              | 1965           |
| Waldemar Nunes de Castro          | 1966              | 1969           |
| Antônio Teixeira de Lima          | 1970              | 1971           |
| Waldemar Nunes de Castro          | 1972              | 1975           |
| Antônio Teixeira de Lima          | 1976              | 1982           |
| Adedi José de Santana             | 1983              | 1988           |
| Wagner Alves Campos               | 1989              | 1992           |
| Francisco Agra Alencar Filho      | 1993              | 1996           |
| Adedi José de Santana             | 1997              | 2000           |
| Rômulo Alves de Oliveira          | 2001              | 2004           |
| Salvador André de Leandro         | 2005              | 2008           |
| Francisco Olizete Agra            | 2009              | 2012           |
| Francisco Olizete Agra (afastado) | 2013              | 2016           |
| Mario José Salles                 | 2017              | 2020           |

## Geografia
Localizado no centro goiano, Itapaci possui uma altitude de 550 metros. O município, tendo suas terras praticamente planas, contém regiões altas ou baixas, sendo seu ponto mais alto a Serra da Figura. Em sua vegetação predomina o cerrado, tendo várias tipologias florestais. Possui rios em seu entorno como o Rio São Patricinho e o Rio São Patrício, afluente do Rio das Almas, que serve de divisa entre os municípios vizinhos. Além disso, possui pequenos córregos por entre a cidade que formam represas, como o Lago Azul. É o quatro município mais populoso do Vale do São Patrício, limitando-se com Pilar de Goiás e Guarinos ao norte; Nova América e Crixás ao oeste; São Luís do Norte ao leste; Rubiataba, Ipiranga de Goiás e Nova Glória ao sul.
Seu clima é o tropical, com uma estação chuvosa de outubro a abril e outra seca de maio a setembro. Segundo dados da estação meteorológica automática do Instituto Nacional de Meteorologia (INMET) no município, em operação desde fevereiro de 2007, a menor temperatura registrada em Itapaci foi de 8,7 °C nos dias 11 de julho de 2019 e 28 de maio de 2020 e a maior atingiu 40,2 °C em 28 de outubro de 2008. O maior acumulado de precipitação em 24 horas alcançou 142,8 milímetros (mm) em 12 de dezembro de 2017. A maior rajada de vento atingiu 24,6 m/s (88,6 km/h) em 20 de outubro de 2007 e o menor índice de umidade relativa do ar (URA) foi de 10% em várias ocasiões.
| Dados climatológicos para Itapaci                                                                | Dados climatológicos para Itapaci | Dados climatológicos para Itapaci | Dados climatológicos para Itapaci | Dados climatológicos para Itapaci | Dados climatológicos para Itapaci | Dados climatológicos para Itapaci | Dados climatológicos para Itapaci | Dados climatológicos para Itapaci | Dados climatológicos para Itapaci | Dados climatológicos para Itapaci | Dados climatológicos para Itapaci | Dados climatológicos para Itapaci | Dados climatológicos para Itapaci |
| Mês                                                                                              | Jan                               | Fev                               | Mar                               | Abr                               | Mai                               | Jun                               | Jul                               | Ago                               | Set                               | Out                               | Nov                               | Dez                               | Ano                               |
| ------------------------------------------------------------------------------------------------ | --------------------------------- | --------------------------------- | --------------------------------- | --------------------------------- | --------------------------------- | --------------------------------- | --------------------------------- | --------------------------------- | --------------------------------- | --------------------------------- | --------------------------------- | --------------------------------- | --------------------------------- |
| Temperatura máxima recorde (°C)                                                                  | 36,3                              | 36,5                              | 36,9                              | 35,4                              | 35,4                              | 34,2                              | 34,9                              | 37,8                              | 38,6                              | 40,2                              | 37,9                              | 37,2                              | 40,2                              |
| Temperatura mínima recorde (°C)                                                                  | 17                                | 17                                | 16                                | 13,1                              | 8,7                               | 9,6                               | 8,7                               | 9,2                               | 10,6                              | 14,6                              | 18,2                              | 17,6                              | 8,7                               |
| Fonte: Instituto Nacional de Meteorologia (INMET) (recordes de temperatura: 02/02/2007-presente) |                                   |                                   |                                   |                                   |                                   |                                   |                                   |                                   |                                   |                                   |                                   |                                   |                                   |

## Economia
Sua economia está baseada na agropecuária, agricultura e serviços. Em 2006, havia 425 fazendas com uma área total de 51.805 hectares, dos quais 3.500 hectares eram terras agrícolas e 38.600 hectares foram pasto. A pecuária é a principal atividade econômica, com 75 mil cabeças em 2006. Há plantações de arroz, feijão, milho, amendoim e mandioca. A cultura principal é a cana com 4.800 ha. plantado em 2006 e uma produção de 384 mil toneladas.
Agências bancárias: Banco do Brasil S.A; Banco Itaú S.A; Caixa Econômica Federal; Banco Bradesco S.A. Sicoob.

## Educação
- Ensino privado:
- Escola Portal do Saber
- Colégio Assunção (Convênio Municipal e Estadual)
- Escolas municipais:
- Escola Municipal Leôncio José Santana
- Escolas estaduais:
- Escola Estadual Santa Teresinha
- Escola Estadual Luiz Alves Machado
- Colégios estaduais:
- Colégio Estadual da Polícia Militar de Goiás- Geralda Andrade Martins
- Ensino superior:
- Faculdade Asteq

## Demografia
O Índice de Desenvolvimento Humano Municipal (IDH-M) de Itapaci, é considerado elevado segundo o Programa das Nações Unidas para o Desenvolvimento (PNUD), sendo seu valor 0,725. Considerando apenas a educação, o valor do índice é de 0,626 (classificado como médio). O índice da longevidade é de 0,844 (o brasileiro é 0,638) e o de renda é de 0,720.

### Etnias
| Cor/Raça | Percentagem |
| -------- | ----------- |
| Branca   | 39,10%      |
| Parda    | 52,84%      |
| Preta    | 5,22%       |
| Amarelo  | 2,77%       |
| Indígena | 0,07%       |

Fonte: IBGE – Censo 2010

### Religião
De acordo com os dados do censo de 2010 realizado pelo Instituto Brasileiro de Geografia e Estatística (IBGE), a cidade apresentava os seguintes índices:
| Religião                      | Percentual | Número |
| Católicos                     | 75,23%     | 13 885 |
| Evangélicos                   | 17,83%     | 3 291  |
| Sem Religião                  | 5,26%      | 971    |
| Outras Religiosidades Cristãs | 0,91%      | 168    |
| Testemunhas de Jeová          | 0,52%      | 96     |
| Espíritas                     | 0,19%      | 36     |

Fonte: IBGE 2010.

### Outros dados
Dados obtidos segundo o Censo 2010 realizado pelo IBGE (Instituto Brasileiro de Geografia e Estatística).
| Valor do rendimento nominal mediano mensal por residência                                  | R$ 1.020,00 |
| Domicílios particulares permanentes                                                        | 5.921       |
| Valor do rendimento nominal mediano mensal por pessoa maior de 10 anos de idade            | R$510,00    |
| Pessoas com dez anos ou mais de idade                                                      | 15.642      |
| Óbitos de crianças de menos de 1 ano de idade, ocorridos de agosto de 2009 a julho de 2010 | 2           |
| Óbitos de pessoas ocorridos de agosto de 2009 a julho de 2010                              | 106         |
| Total de moradores em domicílios particulares permanentes                                  | 18.389      |
| Moradores em domicílios particulares permanentes Urbanos                                   | 16.617      |
| Moradores em domicílios particulares permanentes Rurais                                    | 1.772       |
| Taxa de alfabetização das pessoas de 5 anos ou mais de idade (%)                           | 87,6        |
| Pessoas com cinco anos ou mais de idade, alfabetizadas                                     | 15.030      |
| Homens com dez ou mais anos de idade                                                       | 7.701       |
| Mulheres com dez ou mais anos de idade                                                     | 7.941       |
| Pessoas com até 10 anos de idade                                                           | 3.154       |
| População residente                                                                        | 18.458      |
| Pessoas residentes em domicílios particulares                                              | 18.419      |
| Pessoas com faixa etária de 0 a 4 anos                                                     | 1.300       |
| Pessoas com faixa etária de 5 a 9 anos                                                     | 1.516       |
| Pessoas com faixa etária de 10 a 14 anos                                                   | 1.707       |
| Pessoas com faixa etária de 15 a 17 anos                                                   | 1.022       |
| Pessoas com faixa etária de 18 a 19 anos                                                   | 623         |
| Pessoas com faixa etária de 20 a 24 anos                                                   | 1.607       |
| Pessoas com faixa etária de 25 a 29 anos                                                   | 1.556       |
| Pessoas com faixa etária de 30 a 34 anos                                                   | 1.505       |
| Pessoas com faixa etária de 35 a 39 anos                                                   | 1.444       |
| Pessoas com faixa etária de 40 a 49 anos                                                   | 2.614       |
| Pessoas com faixa etária de 50 a 59 anos                                                   | 1.683       |
| Pessoas com faixa etária de 60 a 69 anos                                                   | 1.073       |
| Pessoas com faixa etária de 70 anos ou mais                                                | 808         |